# Matijewicz
Matijewicz – polski herb szlachecki z nobilitacji.

## Opis herbu
W polu głowa jelenia z rogami, barwy nieznane;

## Najwcześniejsze wzmianki
Nadany Szymonowi Matijewiczowi, 24 maja 1581.

## Herbowni
Matijewicz.